# Cristina Beatriz Fernández
Cristina Beatriz Fernández (10 de octubre de 1948 - 29 de septiembre de 2017) fue una arquitecta argentina, quien se destacó por sus proyectos de rehabilitación del patrimonio histórico edilicio, planeamiento y gestión profesional. Reconocida también por ser creadora del Programa "Moderna Buenos Aires", iniciado por la Comisión Directiva del Consejo de Profesional de Arquitectura y Urbanismo de la Ciudad de Buenos Aires, CPAU.

## Trayectoria
Fernández estudió la carrera de Arquitectura en la Facultad de Arquitectura Diseño y Urbanismo de la Universidad de Buenos Aires y re recibió en el año 1974. Crrsó la Maestría en Administración y Políticas Públicas en la Universidad de San Andrés.
Fernández fue socia del estudio de Arquitectura Fernández - Huberman - Otero, desde 1976 hasta sus últimos días. Desarrolló múltiples obras: viviendas unifamiliares, multifamiliares, establecimientos rurales, industrias y oficinas, escuelas, establecimientos bancarios, hotelería y rehabilitación y puesta en valor de edificios. Además realizó trabajos de urbanismo, y de gestión para la conservación y rehabilitación de edificios de interés patrimonial, desde la actuación privada y pública.

## Obras
Algunas obras y proyectos y obras destacados junto a su estudio profesional son el Dock Dique 1 de Puerto Madero Ciudad de Buenos Aires, la recuperación y puesta en Valor del Edificio Moreno 367 ex editorial Kapelusz, Ciudad de Buenos Aires, la rehabilitación de la fachada del Museo Etnográfico Juan B. Ambrosetti, y su Pabellón de Madera.  Moreno 350 Ciudad de Buenos Aires y la rehabilitación del edificio de oficinas Diagonal Roque Saenz Peña 917 Ciudad de Buenos Aires.